# Championnat de Tunisie masculin de volley-ball 2005-2006
Navigation
Saison précédente Saison suivante
Le championnat de Tunisie masculin de volley-ball 2005-2006 est la 51e édition à se tenir depuis 1956. Il est disputé par les dix meilleurs clubs en trois phases : une première phase de classement en aller et retour, une deuxième de play-off et play-out en aller et retour avec respectivement quatre clubs disputant un double aller et double retour et six clubs répartis en deux poules, et un tournoi de barrages entre les deuxième et troisième du play-out et les deuxième et troisième du play-off de la nationale B. 
L'Étoile sportive du Sahel, prise en main par son ancien joueur Hichem Ben Romdhan, s'avère la plus forte en cumulant le championnat et la coupe de Tunisie gagnée contre le Club olympique de Kélibia par 3-1 (25-21, 23-25, 25-22 et 25-35). Les vainqueurs sont Walid Abbes, Tarek Sammari, Salem Mejri, Mokhles Bassou, Khaled Mâaref, Ramzi Nahali, Mohamed Ben Sliman, Seif Hmam, Kaline Todorov, Aymen Gaâliche, Foued Belâajouza et Mohamed Ghars (en plus des remplaçants Nour Baccouche, Ramzi Triki, Zied Chalghemi et Mohamed Ben Achour).
La relégation touche d'abord le Fatah Hammam El Ghezaz, remplacé par l'Avenir sportif de La Marsa, puis l'Étoile sportive de Radès, qui a perdu sa place aux barrages au profit de l'Aigle sportif d'El Haouaria.

## Division nationale A

### Première phase
| Rang | Équipe                      | Points | Matchs | Victoires à 3 pts | Victoires à 2 pts | Défaites à 1 pt | Défaites à 0 pt | Sets pour | Sets contre |
| 1    | Saydia Sports               | 45     | 18     | 15                | 0                 | 0               | 3               | 46        | 16          |
| 2    | Étoile sportive du Sahel    | 43     | 18     | 13                | 1                 | 2               | 2               | 46        | 19          |
| 3    | Espérance sportive de Tunis | 39     | 18     | 13                | 0                 | 0               | 5               | 42        | 17          |
| 4    | Club olympique de Kélibia   | 39     | 18     | 12                | 1                 | 1               | 4               | 43        | 20          |
| 5    | Club sportif sfaxien        | 38     | 18     | 11                | 2                 | 1               | 4               | 44        | 21          |
| 6    | Club sportif de Hammam Lif  | 24     | 18     | 7                 | 1                 | 1               | 9               | 31        | 36          |
| 7    | Tunis Air Club              | 19     | 18     | 5                 | 0                 | 3               | 10              | 24        | 42          |
| 9    | Union sportive de Carthage  | 16     | 18     | 4                 | 2                 | 0               | 12              | 23        | 42          |
| 9    | Étoile sportive de Radès    | 5      | 18     | 0                 | 2                 | 1               | 15              | 9         | 52          |
| 10   | Fatah Hammam El Ghezaz      | 3      | 18     | 0                 | 1                 | 1               | 16              | 10        | 53          |

### Play-off
Les quatre clubs se rencontrent en deux allers et deux retours, le premier étant déclaré champion de Tunisie.
| Rang | Équipe                      | Points | Matchs | Victoires à 3 pts | Victoires à 2 pts | Défaites à 1 pt | Défaites à 0 pt | Sets pour | Sets contre |
| 1    | Étoile sportive du Sahel    | 30     | 12     | 9                 | 0                 | 3               | 0               | 33        | 14          |
| 2    | Espérance sportive de Tunis | 20     | 12     | 5                 | 2                 | 1               | 4               | 26        | 20          |
| 3    | Saydia Sports               | 15     | 12     | 2                 | 3                 | 3               | 4               | 23        | 29          |
| 4    | Club olympique de Kélibia   | 7      | 12     | 1                 | 2                 | 0               | 9               | 13        | 32          |

### Play-out
Les six clubs sont répartis en deux poules de trois clubs.

#### Poule A
- 1er : Club sportif de Hammam Lif : 9 points
- 2e : Tunis Air Club : 7 points
- 3e : Fatah Hammam El Ghezaz : 1 point

#### Poule B
- 1er : Club sportif sfaxien : 12 points
- 2e : Union sportive de Carthage : 6 points
- 3e : Étoile sportive de Radès : 0 point

#### Matchs de classement
Le Club sportif sfaxien et le Club sportif de Hammam Lif se maintiennent en division nationale A. Le Tunis Air Club bat l'Union sportive de Carthage (3-1) et se maintient également alors que son adversaire va disputer les barrages. L'Étoile sportive de Radès bat quant à elle le Fatah Hammam El Ghezaz (3-1) ; elle dispute les barrages alors que son adversaire rétrograde en nationale B.

## Division nationale B

### Première phase
Avec le retrait de l'Étoile sportive de Dar Allouche , ils ne sont plus que six clubs à disputer le championnat. Le classement de la première phase permettant de qualifier quatre clubs au play-off est le suivant : 
- 1er : Aigle sportif d'El Haouaria : 23 points
- 2e : Union sportive des transports de Sfax : 23 points
- 3e : Avenir sportif de La Marsa : 21 points
- 4e : Association sportive des PTT Sfax : 11 points
- 5e : Zitouna Sports : 8 points
- 6e : Étoile olympique La Goulette Kram : 3 points

### Deuxième phase

#### Play-off
- 1er : Avenir sportif de La Marsa : 12 points (monte)
- 2e : Union sportive des transports de Sfax : 11 points (barragiste)
- 2e : Aigle sportif d'El Haouaria : 9 points (barragiste)
- 4e : Association sportive des PTT Sfax : 3 points (reste en nationale B)

L'Avenir sportif de La Marsa, qui assure son retour en division nationale A, a pour président de section Hamouda Louzir et comme entraîneur Chedly Slama. Son effectif est composé de Hamouda Haddad, Tarek Nsiri, Mourad Cheikh, Wassim Riahi, Mohamed Slaoui, Mohamed Ali Memi, Ilyes Bach Tobji, Jemaïel Mlik, Ahmed Sakhri, Hassène Naouar, Mohamed Hédi Miled, Slim Jaïdane, Slim Abed et Mohamed Bejaoui.

#### Barrages
- 1er : Union sportive de Carthage : 14 points (se maintient en nationale A)
- 2e : Aigle sportif d'El Haouaria : 13 points (monte en nationale A)
- 3e : Union sportive des transports de Sfax : 5 points (reste en nationale B)
- 4e : Étoile sportive de Radès : 5 points (rétrograde en nationale B)